# Peter Chen
Peter Pin-Shan Chen (tiếng Trung: 陳品山; sinh ngày 3 tháng 1 năm 1947) là tác giả của mô hình thực thể-kết hợp (entity-relationship model hoặc ER model). Ông đã nhận bằng kỹ sư điện tại Đại học quốc gia Đài Loan vào năm 1968 và bằng tiến sĩ về khoa học máy tính và toán ứng dụng tại Đại học Harvard vào năm 1973. Giáo sư Peter Chen hiện đang giữ danh hiệu "M. J. Foster Distinguished Chair Professor" của Khoa Khoa học máy tính thuộc Đại học Tiểu bang Louisiana từ năm 1983 đến nay.
Mô hình thực thể-kết hợp được xem như là nền tảng trong các phương pháp phân tích và thiết kế hệ thống, trong các công cụ hỗ trợ công nghệ phần mềm (computer-aided software engineering hoặc CASE) và trong các hệ thống cơ sở dữ liệu (repository system). Mô hình này đã được sử dụng trong hệ thống cơ sở dữ liệu quản lý MVS của IBM và hệ thống CDD/Plus của DEC.
Các thuật ngữ "mô hình thực thể-kết hợp" (ER model), "sơ đồ thực thể-kết hợp" (ER diagram) và "Peter Chen" đã trở nên quen thuộc trong các tự điển trực tuyến, các sách, các bài báo, các trang web, đề cương của các khoá học và trong các sản phẩm thương mại.
Bài báo nguyên thủy về mô hình thực thể-kết hợp của Peter Chen  là một trong những bài báo được tham khảo nhiều nhất trong lãnh vực phần mềm máy tính. Thông qua một khảo sát gần đây với 1000 giáo sư dạy về khoa học máy tính, bài báo nguyên thủy của Peter Chen đã được bầu chọn là một trong 38 bài báo có nhiều ảnh hưởng nhất trong khoa học máy tính. Vào năm 1998, ông được đề cử như là một thành viên của Hiệp hội Máy tính (Association for Computing Machinery).
Thành tựu của Giáo sư Peter Chen là nền tảng cho công nghệ phần mềm, cụ thể là các công cụ hỗ trợ công nghệ phần mềm. Vào cuối thập niên 1980 và đầu thập niên 1990, mô hình chu kỳ phát triển ứng dụng của IBM (application development cycle hoặc AD/Cycle) và phần mềm DB2 đã dựa trên mô hình thực thể-kết hợp này. Các phần mềm cơ sở dữ liệu khác như CDD+ của Digital cũng dựa trên mô hình này. Giáo sư Chen cũng có nhiều hoạt động hiệu quả cho các CASE trong kỹ nghệ thông qua các nghiên cứu và các bài giảng về các phương pháp phát triển hệ thống có cấu trúc khắp nơi trên thế giới. Mô hình thực thể-kết hợp cũng ảnh hưởng đến đến các CASE phần mềm như ERWIN của Computer Associates, Designer/2000 của Oracle Corporation, PowerDesigner của Sybase, thậm chí công cụ vẽ thông dụng như Visio của Microsoft và chuẩn IDEF1X.
Khái niệm hypertext rất phổ biến trong World Wide Web cũng tương tự với các khái niệm chính trong mô hình thực thể-kết hợp. Giáo sư Chen hiện đang nghiên cứu về mối liên hệ này như là một chuyên gia cho một số nhóm làm về XML trong cộng đồng World Wide Web (W3C).
Mô hình thực thể-kết hợp cũng được xem như là nền tảng cho một số nghiên cứu gần đây như các phân tích và thiết kế hướng đối tượng (object-oriented) và ngữ nghĩa Web (semantic web). Mô hình UML cũng xuất phát từ mô hình thực thể-kết hợp.